# Химн на Турция
Марш на Независимостта (на турски: İstiklâl Marşı, Истиклял маршъ) е националният химн на Турция (приет официално на 12 март 1921) и на признатата само от Турция Севернокипърска турска република.

## История
Организиран е национален конкурс, на който са изпратени 724 стихотворения. Той е спечелен от поета Мехмед Акиф Ерсой, като неговото стихотворение, състоящо се от десет строфи, е одобрено с единодушие от турското Велико народно събрание.
За музиката към текста е организиран друг конкурс, в който участват 24 композитори. Съветът, който се свиква през 1924 поради Турската освободителна война, одобрява кандидатурата на Али Ръфат Чаатай.
Тази музика е използвана до 1930. След това е приета музиката на Осман Зеки Юнгьор, диригент в Президентския симфоничен оркестър, която е останала и до днес. Обикновено се пеят само първите 2 строфи.